# Блэк, Дэвидсон
Дэвидсон Блэк (р. 25 июля 1884, Торонто, Онтарио, Канада — 15 марта 1934, Пекин, Китай) — канадский медик и палеоантрополог, более всего известный как автор названия «синантроп». Он был председателем Геологической службы Китая и членом Королевского общества. Отстаивал идею происхождения человека из Индии либо Индокитая.
Родился в семье юриста. В юности был вынужден работать грузчиком в Компании Гудзонова залива, но уже тогда любил собирать окаменелости на берегу канадской реки Дон. Дружил с местными индейцами и выучил язык одного из племён. В 1906 году получил степень в области медицины в университете Торонто, затем изучал сравнительную анатомию, а в 1909 году получил право преподавать анатомию. В 1914 году полгода стажировался в Англии по нейрофизиологии и в это же время заинтересовался вопросом эволюции человека. В 1917 году вступил в Канадский королевский медицинский корпус, в составе которого занимался лечением раненых канадских солдат, возвращавшихся с Первой мировой войны.
Блэк уволился из армии в 1919 году и отправился вместе с семьёй в Китай, чтобы работать в Пекинском объединённом медицинском колледже. Первоначально стал профессором нейрофизиологии и эмбриологии, в 1924 году был повышен до начальника отдела анатомии. В 1926 году начал заниматься поисками окаменелостей древних людей, в 1927 году получив на эти работы грант от Фонда Рокфеллера и сосредоточив свои поиски в области станции Чжоукоудянь. Несмотря на сложную военно-политическую обстановку, не покинул Китай. В ноябре 1928 года он отыскал нижнюю челюсть и несколько зубов и фрагментов черепа синантропа, что позволило получить от Рокфеллера новый грант, основать научно-исследовательскую лабораторию Кайнозоя и в итоге обнаружить полный череп. Большая часть обнаруженных Блэком экспонатов на сегодняшний день утрачена: они либо погибли при попытке вывести их из Китая после начала японского вторжения, либо были захвачены японцами при разграблении лаборатории Блэка после взятия Пекина.
В 1931 году Блэк был награждён медалью Даниэля Жиро Национальной академией наук США. Умер в Китае в 1934 году от сердечной недостаточности.